# Ciclul solar 16
Jump to navigationJump to search

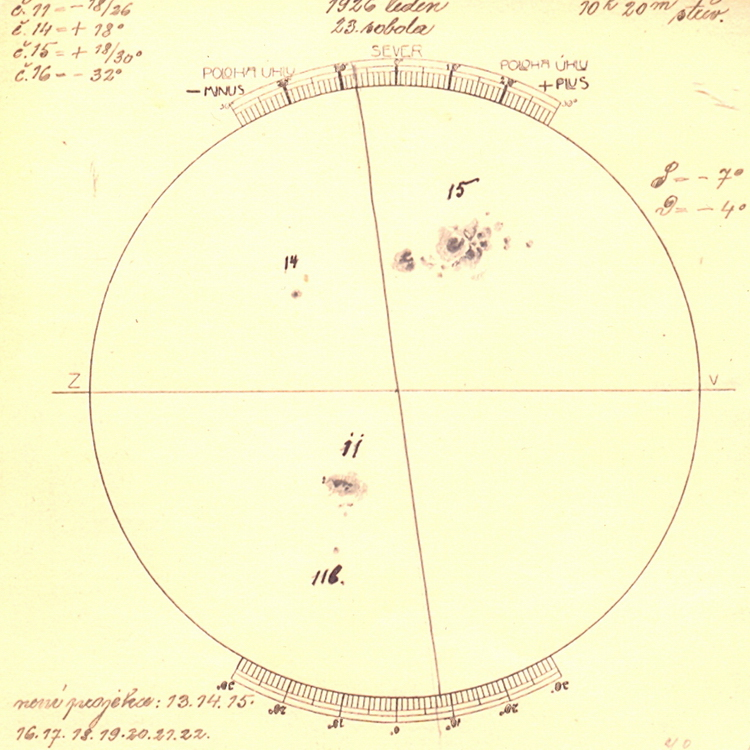
Înregistrarea petelor solare, 23 ianuarie 1923, Lidová hvězdárna, Pardubice; înregistrările originale sunt păstrate în arhiva Observatorului Artur Kraus din Pardubice.

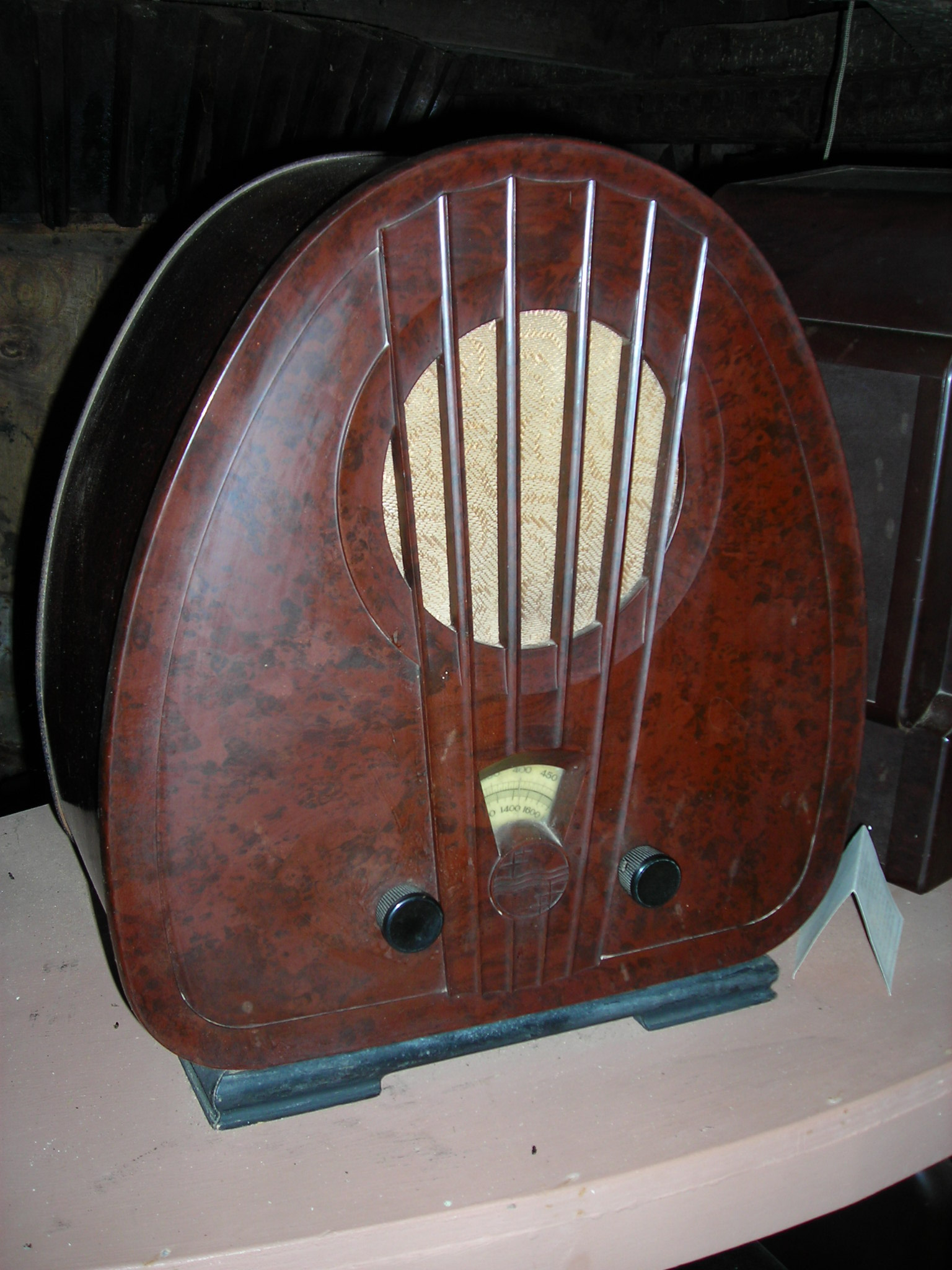
Transmisia radio a devenit obișnuită în timpul ciclului solar 16, acesta fiind primul ciclu solar în care interferențele radio au devenit o problemă.

Ciclul solar 16 a fost cel de-al șaisprezecelea ciclu solar din 1755, când a început înregistrarea extensivă a activității petelor solare. Ciclul solar a durat 10,1 ani, începând în august 1923 și terminându-se în septembrie 1933. Numărul maxim de pete solare netezite observat în timpul ciclului solar a fost de 130,2 (aprilie 1928), iar minimul de început a fost de 9,4. În timpul tranzitului minim de la ciclul solar 16 la 17, au existat un total de 568 de zile fără pete solare.
Relatările din ziarele din această perioadă notează efectele asupra sistemelor telegrafice, dar și (în martie 1924, ianuarie 1926, octombrie 1926 și octombrie 1927) asupra transmisiilor radio.